# Estación Cazón
Cazón es una estación ferroviaria ubicada en la localidad del mismo nombre, partido de Saladillo, Provincia de Buenos Aires, Argentina.

## Servicios
No presta servicios de pasajeros desde el 13 de julio de 2018. Es una pequeña estación del ramal perteneciente al Ferrocarril General Roca, desde la estación Cañuelas hasta la estación Olavarría. Sus vías están concesionadas a la empresa privada de cargas Ferrosur Roca.

## Ubicación
Se ubica cerca del peaje de la Ruta Nacional 205 en el km 175.

## Historia
La estación fue inaugurada el 21 de septiembre de 1884 por la compañía Ferrocarril Oeste de Buenos Aires.